# Pachygaster leachii
Pachygaster leachii är en tvåvingeart som beskrevs av Curtis 1824. Pachygaster leachii ingår i släktet Pachygaster och familjen vapenflugor. Arten är reproducerande i Sverige. Inga underarter finns listade i Catalogue of Life.

## Bildgalleri

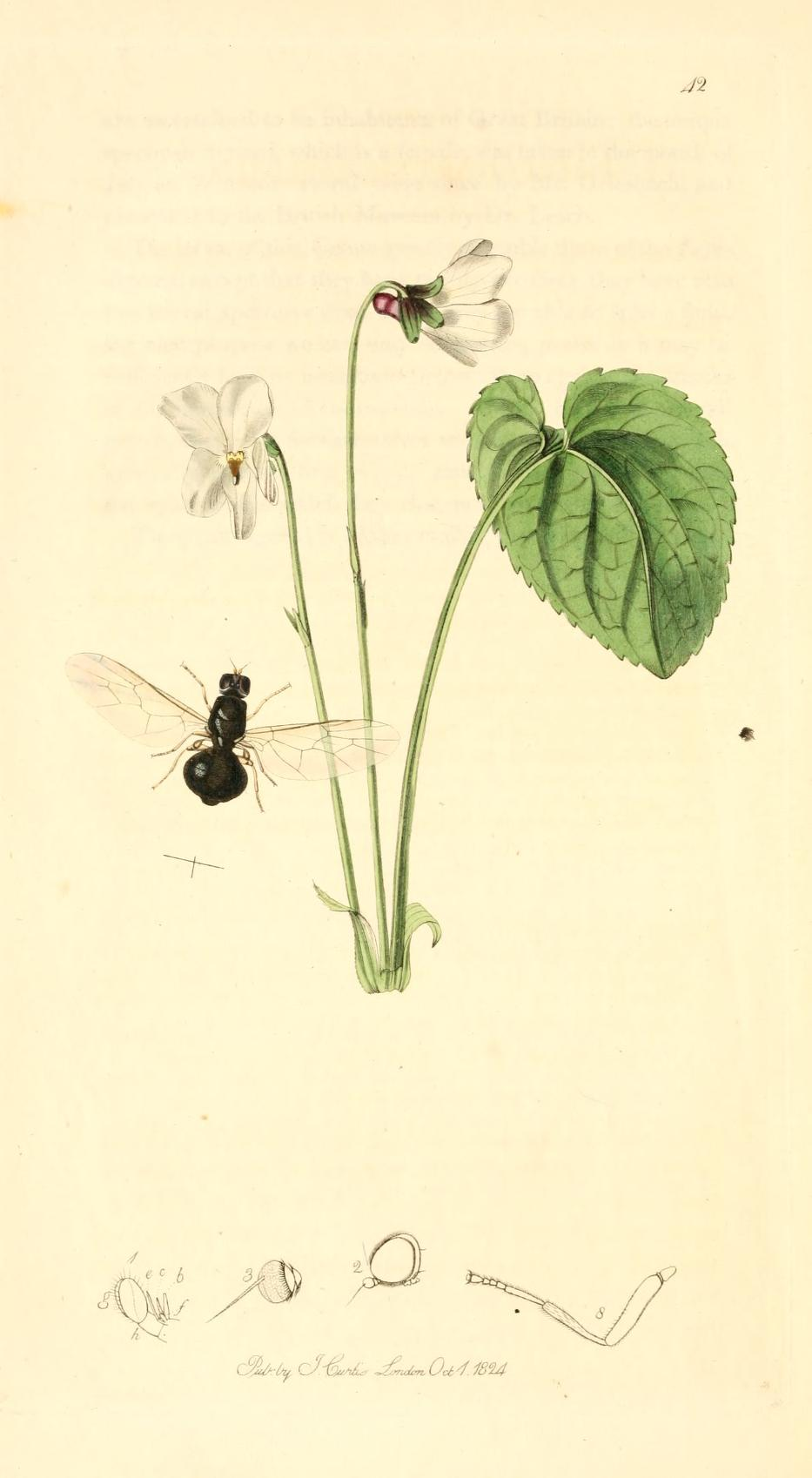
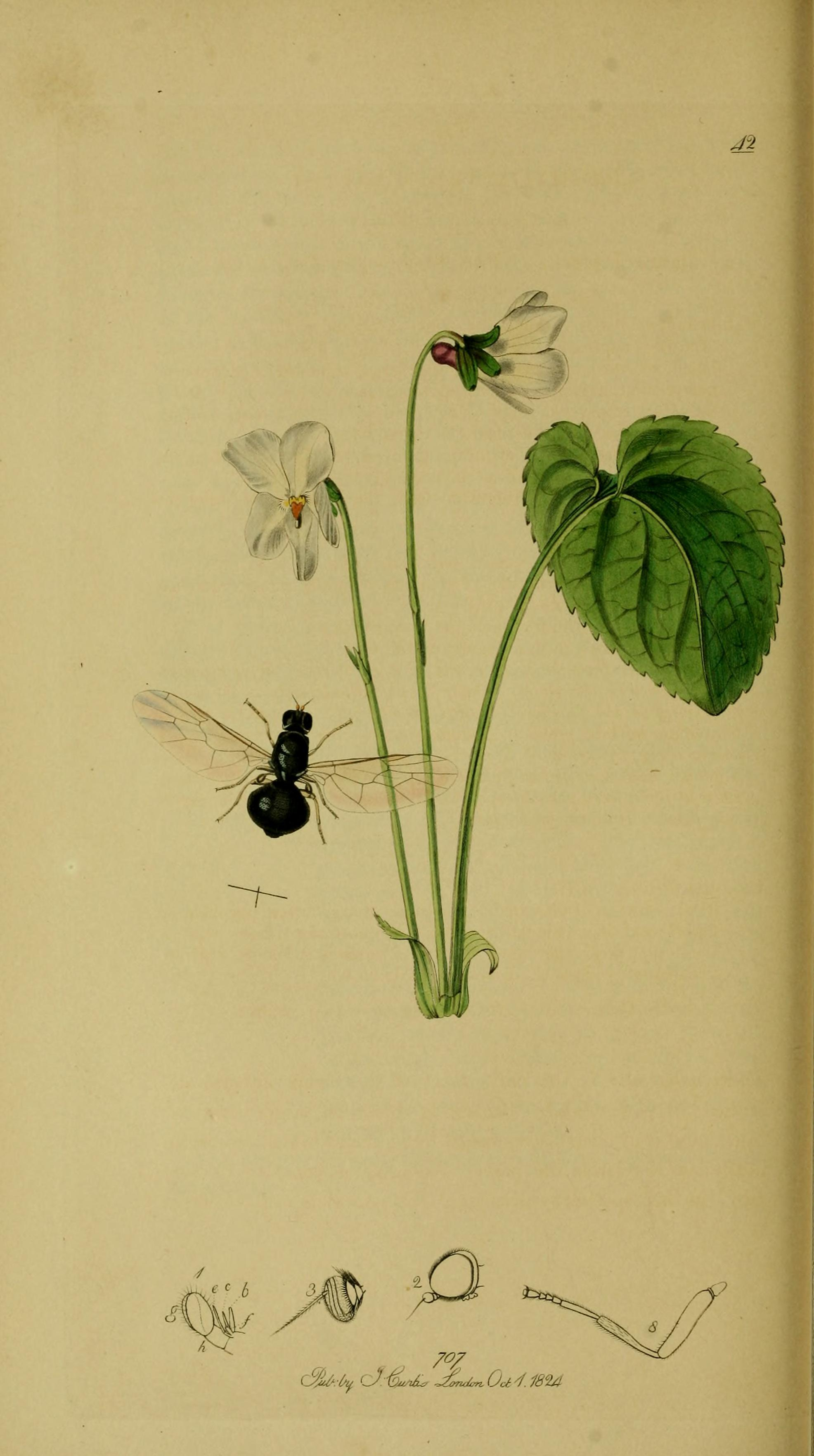